# Schelf

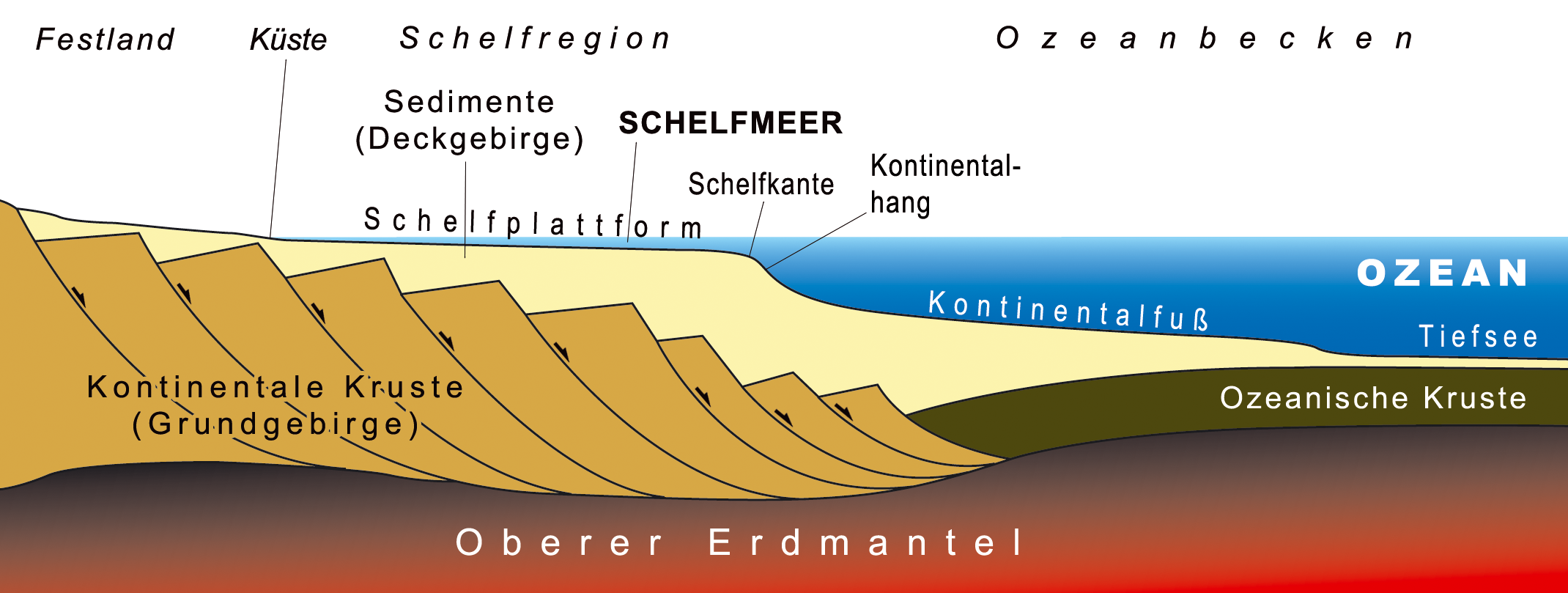
Schematisches Profil eines Kontinentalrandes einschließlich des Schelfbereichs und dem Beginn der Abyssalebenen am rechten Rand. Kleine schwarze Pfeile kennzeichnen die Scherbewegung entlang der Verwerfungslinien des kontinentalen Grundgebirges.

Schelfbereiche der Erde in Türkisblau

Schelf, Kontinentalschelf, Kontinentalsockel, Festlandsockel sind Bezeichnungen für den meist randlichen Bereich eines Kontinentes, der von Meer bedeckt ist. Ein solches Meer wird Schelfmeer genannt. Reicht dieses Schelfmeer relativ weit ins Innere des Kontinents, spricht man auch von einem Epikontinentalmeer („auf dem Kontinent befindliches Meer“).

## Herkunft von Begriff und Bezeichnung
Der Begriff und seine Bezeichnung Schelf wurden spätestens im Jahre 1902 vom Geographen Otto Krümmel in die deutschsprachige Fachliteratur eingeführt. Es handelt sich bei der Bezeichnung um die Eindeutschung des englischen Wortes shelf, das, Krümmel zufolge, 1887 erstmals vom schottischen Geographen und Meteorologen Hugh Robert Mill in der Kombination continental shelf benutzt wurde. Krümmel selbst umschrieb den Schelf als „Gesims am Seerande der Festlandssockel“.

## Ozeanographie
Im morphologisch-ozeanographischen Sinne handelt es sich bei einem Schelf um eine gering seewärts geneigte Plattform, die bis zu 200 Meter unter dem Meeresspiegel liegt. Da dies im Vergleich zur mittleren Tiefe der Ozeane sehr wenig ist sowie zur Abgrenzung von der Tiefsee, wird das Schelfmeer gelegentlich auch als Flachsee oder Flachmeer bezeichnet. Das biologisch hochproduktive Schelfmeer ist die „Kinderstube“ vieler Fischarten und auch insgesamt sehr reich an verschiedenen Tier- und Pflanzenarten.
Abhängig von den geologischen Gegebenheiten kann der Schelf ein schmaler Saum oder ein breiter, ausgefranster Gürtel sein. Mit 1500 Kilometern hat der Sibirische Schelf die größte seewärtige Ausdehnung. Im globalen Durchschnitt ist der Schelfbereich etwa 74 Kilometer breit.
Landwärts wird der Schelf durch die Schorre begrenzt, seewärts ist es die Schelfkante – eine Linie, ab der sich die Neigung des Meeresbodens deutlich verstärkt. Dieser Bereich mit relativ starkem Gefälle, der seewärts auf die Schelfkante folgt, ist der Kontinentalhang. Er geht seewärts in den Kontinentalfuß über, dessen Hangneigung geringer als die des Kontinentalhanges ist, aber größer als die des Schelfs. An den Kontinentalfuß schließen sich seewärts die Abyssalebenen an.

## Geologie

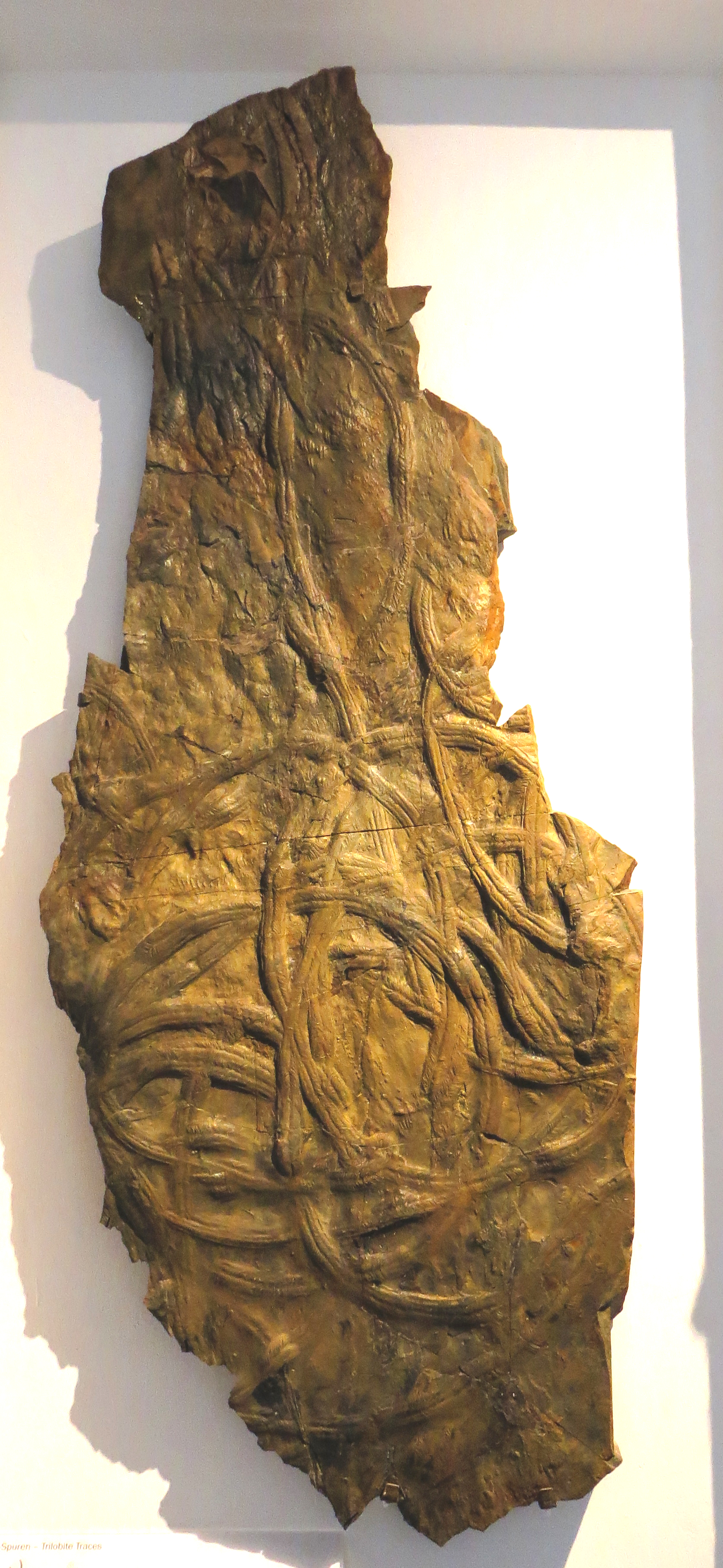
Platte eines Sandsteins aus dem Kambrium von Spanien mit Spurenfossil Cruziana i. e. S. Diese Spurengattung wurde sehr wahrscheinlich von einem Trilobiten erzeugt und ist allgemein typisch für Schelfsedimente des Paläozoikums.

In der allgemeinen Geologie ist ein Schelf definiert als Bestandteil eines Kontinentalblocks, der vom Meer bedeckt ist, das heißt, der Untergrund eines Schelfs besteht immer aus kontinentaler Kruste. In diesem Sinne ist beispielsweise auch Zealandia als Schelfgebiet anzusprechen, auch wenn das Meer dort deutlich über 200 Meter tief ist (man spricht in solchen Fällen auch von einem abgesunkenen Schelf). In Perioden eines unter anderem eiszeitlich bedingten weltweiten Meeresspiegeltiefstandes können weite Teile eines Kontinentalschelfs trockenfallen. Die Gesamtfläche der Schelfmeere verringert sich dann zum Teil drastisch, was oft zu einem Artensterben unter den Schelfbewohnern führt. Im umgekehrten Fall, wenn durch das Abschmelzen der Eisschilde an den Polen der Meeresspiegel weltweit steigt, dehnen sich viele eher schmale Schelfe zu sogenannten Epikontinentalmeeren aus.
Der Schelfbegriff in der Sedimentologie orientiert sich hingegen an bathymetrischen Kriterien und an der Entfernung des Ablagerungsraumes zur Küste. „Schelf“ bezeichnet dort einen marinen Faziesbereich (neritische Fazies), der alle Gesteine umfasst, die in relativer Nähe zur Küste und in Meerestiefen unterhalb der Schönwetterwellenbasis (ca. 10 Meter) bis etwa 150 Meter (± 50 Meter) zur Ablagerung kamen. Auf sogenannten klastischen Schelfen zeichnet sich die neritische Fazies unter anderem durch sandige Sturmablagerungen mit charakteristischen Sedimentstrukturen (Hummocky-Schichtung) und durch die Präsenz von Siltkörnern in den feinkörnigeren Sedimenten aus. Insbesondere in den Tropen und Subtropen kommt es auf dem Schelf zur überwiegend biologischen Bildung von Karbonaten. Die carbonate factory, d. h. die Gesamtheit der direkt oder indirekt Karbonat produzierenden marinen Organismen, erreicht dort ihre höchste Produktivität. Bei relativ geringem Eintrag von Nähr- und Trübstoffen bilden sich daher auf tropischen Schelfen typische Karbonatplattformen mit Riffen. Die mittlere Sedimentationsrate (Mächtigkeit abgelagerten Sediments pro Zeitspanne) ist auf dem Schelf mit mehreren 100 Metern pro Million Jahre generell deutlich höher als in einem tiefen Ozeanbecken mit wenigen Metern pro Million Jahre.
Alle Sedimentgesteine, die in Tiefen von mehr als 150 Metern (± 50 Meter) und relativ küstenfern abgesetzt wurden, werden als Tiefseesedimente oder pelagische Sedimente (pelagische Fazies) zusammengefasst, unabhängig davon, ob der Ablagerungsraum von kontinentaler Kruste oder von ozeanischer Kruste unterlegt war, das heißt, nicht jedes Sediment eines Schelf- oder Epikontinentalmeeres ist zwangsläufig ein neritisches Sediment. Tatsächlich haben die heute in den tiefen ozeanischen Becken lagernden Sedimente eine nur geringe Chance, langfristig (mehrere 100 Millionen Jahre) geologisch überliefert zu werden, weil sie größtenteils an den Plattenrändern zusammen mit der sie unterlagernden ozeanischen Lithosphäre subduziert werden. Die pelagischen Sedimentgesteine, die heute auf dem Festland anzutreffen sind, wurden tatsächlich auf den Kontinenten (d. h. auf Schelfen im allgemeingeologischen Sinn) abgelagert, unter anderem in den küstenfernen Bereichen passiver Kontinentalränder. Pelagische Sedimente in der Sedimentüberlieferung der kontinentalen Plattformen geben Hinweise auf einen besonders hohen globalen Meeresspiegelstand zur Zeit ihrer Ablagerung.
Sowohl die gegenwärtigen Schelfplattformen als auch die heute auf dem Festland befindlichen Schelfe der geologischen Vergangenheit sind Areale mit bedeutenden Erdöl- und Erdgasvorkommen. Beispiel für Erdgaslagerstätten in rezenten Schelfen sind z. B. die Nordsee oder der nördliche Golf von Mexiko. Die Erdöl- und Erdgasvorkommen in Texas und auf der Arabischen Halbinsel gehen auf die heute nicht mehr existenten Schelfmeere des Permian Basin bzw. des Tethys-Ozeans zurück.

## Rechtswesen

Völkerrechtliche Zonen nach dem Seerechtsübereinkommen

Der Festlandsockel (englisch continental shelf) ist im juristischen, d. h. konkret im seerechtlichen Sinne, eine der im Seerechtsübereinkommen (SRÜ) der Vereinten Nationen definierten Meereszonen. Der Festlandsockel gehört nicht zum Staatsgebiet des Küstenstaates, dem Küstenmeer; der Küstenstaat übt aber über den Festlandsockel souveräne Rechte zum Zweck seiner Erforschung und der Ausbeutung seiner natürlichen Ressourcen aus (Art. 77 Abs. 1 SRÜ). Niemand darf ohne ausdrückliche Zustimmung des Küstenstaates den Festlandsockel erforschen oder ausbeuten. In der Praxis betrifft dies insbesondere den Meeresbergbau.

### Abgrenzung
Von der Abgrenzung her unterscheidet sich der Festlandsockel in zweierlei Hinsicht von der Ausschließlichen Wirtschaftszone nach dem Seerechtsübereinkommen: Erstens bezieht sich der Begriff Festlandsockel ausschließlich auf den Meeresboden und -untergrund, nicht auf die darüberliegende Wasser- oder Luftsäule. Zweitens kann der Festlandsockel über die Ausdehnung der Ausschließlichen Wirtschaftszone, die auf 200 sm ab der Basislinie begrenzt ist (200-Meilen-Zone), hinausragen, wenn die geomorphologischen Verhältnisse dies rechtfertigen (Art. 76 Abs. 4 SRÜ). Diese Möglichkeit stützt sich auf die Vorstellung, wonach der Festlandsockel die untermeerische Fortsetzung des Festlandes darstellt. Der Tiefseeboden außerhalb des Festlandsockels und die dort befindlichen Ressourcen sind hingegen nach SRÜ den Souveränitätsansprüchen einzelner Küstenstaaten dauerhaft entzogen und werden als gemeinsames Erbe der gesamten Menschheit betrachtet (Art. 136 SRÜ).

### Geschichte, Politik
Im Gegensatz zur Ausschließlichen Wirtschaftszone, die ein Konstrukt des Seerechtsübereinkommens von 1982 ist, geht der Festlandsockel historisch auf die sogenannte „Truman-Proklamation“ zurück, mit der die USA 1945 als erster Staat die wirtschaftliche Nutzung ihres Festlandsockels beanspruchten. In den folgenden Jahrzehnten wurde diese Vorstellung schnell zum Völkergewohnheitsrecht und führte zur Genfer Konvention über den Festlandsockel vom 29. April 1958. Nachfolgend proklamierten eine Reihe von Staaten, unter anderem auch die Bundesrepublik Deutschland (am 20. Januar 1964) einen Festlandsockel. Im Zuge der technologischen Entwicklung (Möglichkeiten des Meeresbergbaus) und der gleichzeitigen Rohstoffverknappung gewinnt die Nutzung des Festlandsockels zunehmend politische Bedeutung und führt zur vermehrten Inanspruchnahme von Gebieten als Festlandsockel durch Staaten, so zum Beispiel von der Volksrepublik China im Falle der Senkaku-Inseln.

### Festlandsockel der Bundesrepublik Deutschland
Die Festlegung eines Festlandsockels in Ostsee und Nordsee ist, wegen der Nähe der anderen Anrainerstaaten und weil beides flache Meere mit Tiefen unter 200 m sind, schwierig. Die Abgrenzung in der Nordsee war lange Zeit strittig (Seegrenzdisput in der Nordsee zwischen Deutschland, den Niederlanden und Dänemark). Sie erfolgte schließlich durch bilaterale Abkommen auf der Grundlage des Urteils des Internationalen Gerichtshofes zum sogenannten North Sea Continental Shelf Case (1969). Ergebnis dieser Festlegungen ist der sogenannte „Entenschnabel“, der durch bilaterale Verträge mit Großbritannien, den Niederlanden und Dänemark 1972 festgelegt wurde. In der Ostsee beruht die Abgrenzung des deutschen Festlandsockels auf bilateralen Abkommen mit Dänemark und Schweden auf der Grundlage des Äquidistanzprinzipes.
Die Aufsuchung, Gewinnung und Aufbereitung von Bodenschätzen im Bereich des Festlandsockels ist in der Festlandsockel-Bergverordnung geregelt.

### Liste der Verträge zum Festlandsockel der BRD
- Seerechtsübereinkommen der Vereinten Nationen vom 10. Dezember 1982. Deutsche Fassung z. B. in: Schiffahrtsrecht: Seerechtliche Gesetze, Verordnungen, Übereinkommen. MAP Handelsgesellschaft, Hamburg 2011, ISBN 978-3-9801222-1-4.
- Vertrag über die Abgrenzung des Festlandsockels unter der Nordsee zwischen der Bundesrepublik Deutschland und dem Königreich Dänemark (BGBl. 1972 II S. 882)
- Vertrag über die Abgrenzung des Festlandsockels unter der Nordsee (BGBl. 1972 II S. 882 ff.) zwischen der Bundesrepublik Deutschland und dem Königreich der Niederlande (BGBl. 1972 II S. 889 ff.)
- Vertrag über die Abgrenzung des Festlandsockels unter der Nordsee zwischen der Bundesrepublik Deutschland und dem Vereinigten Königreich Großbritannien und Nordirland vom 25. November 1971 (BGBl. 1972 II S. 897 ff.)
- Diplomatischer Notenwechsel vom 26. Mai/28. Dezember 1976 zwischen der Bundesrepublik Deutschland und dem Königreich Dänemark über die Abgrenzung des Festlandsockels in der Ostsee
- Proklamation der Regierung der DDR über den Festlandsockel an der Ostseeküste. Vom 26. Mai 1964. GBl. 1964 Teil I Nr. 6, S. 99
- Vertrag und Protokoll zwischen der DDR und dem Königreich Schweden über die Abgrenzung des Festlandsockels vom 22. Juni 1978 (GBl. 1979 II. S. 39)
- Vertrag und Protokoll zwischen der DDR und dem Königreich Dänemark über die Abgrenzung des Festlandsockels und der Fischereizonen vom 14. September 1988 (GBl. 1989 II. S. 147)